# Willy Kreitz
Wilhelm "Willy" Kreitz (Antwerpen, 21 september 1903 – Ukkel, 3 juli 1982) was een Belgische beeldhouwer en ijshockeyer.

## Leven en werk
Kreitz studeerde beeldhouwkunst aan de Koninklijke Academie voor Schone Kunsten in Antwerpen. Hij ontving er onderricht van Edward Deckers (1873-1956). In 1925 behaalde hij de Van Leriusprijs voor beeldhouwkunst. Na zijn militaire dienstplicht zette hij zijn studie voort in het atelier van Egide Rombaux aan het Nationaal Hoger Instituut voor Schone Kunsten. Hij volgde een opleiding steenhouwen bij Ernest Wynants. In 1932 kreeg hij de Prijs van Rome. Hij stelde zijn werk onder andere tentoon bij Galerie Georges Giroux in 1936 en bij de Cercle Artistique et Littéraire (Brussel) in 1936 (L'Art et le Sport) en in 1939 (L'Art Olympique Belge).
Kreitz was een traditionele, figuratieve beeldhouwer. Hij maakte sculpturen en standbeelden voor de openbare ruimte en portretbustes. Hij was vanaf 1936 leraar aan de Antwerpse academie en van 1964 tot 1968 aan het Hoger Instituut. Hij was in 1950 lid van de raadgevende commissie van de Biënnale Middelheim in Antwerpen. In 1998 vond een overzichtstentoonstelling plaats van het door de kunstenaar geschonken atelierwerk in het AMVC-Letterenhuis in Antwerpen.
Kreitz was tevens een ijshockeyer, die met het Belgische team deelnam aan het Europees kampioenschap van 1927 te Wenen en de Olympische Winterspelen van 1928 te Sankt Moritz en van 1936 te Garmisch-Partenkirchen. Op clubniveau speelde hij voor Cercle des Patineurs Anversois (CPA) en Le Puck d’Anvers.
Als beeldhouwer nam hij bovendien deel aan de kunstwedstrijden op de Olympische Zomerspelen 1936 in Berlijn.

## Werken (selectie)
- De Heer (1936)

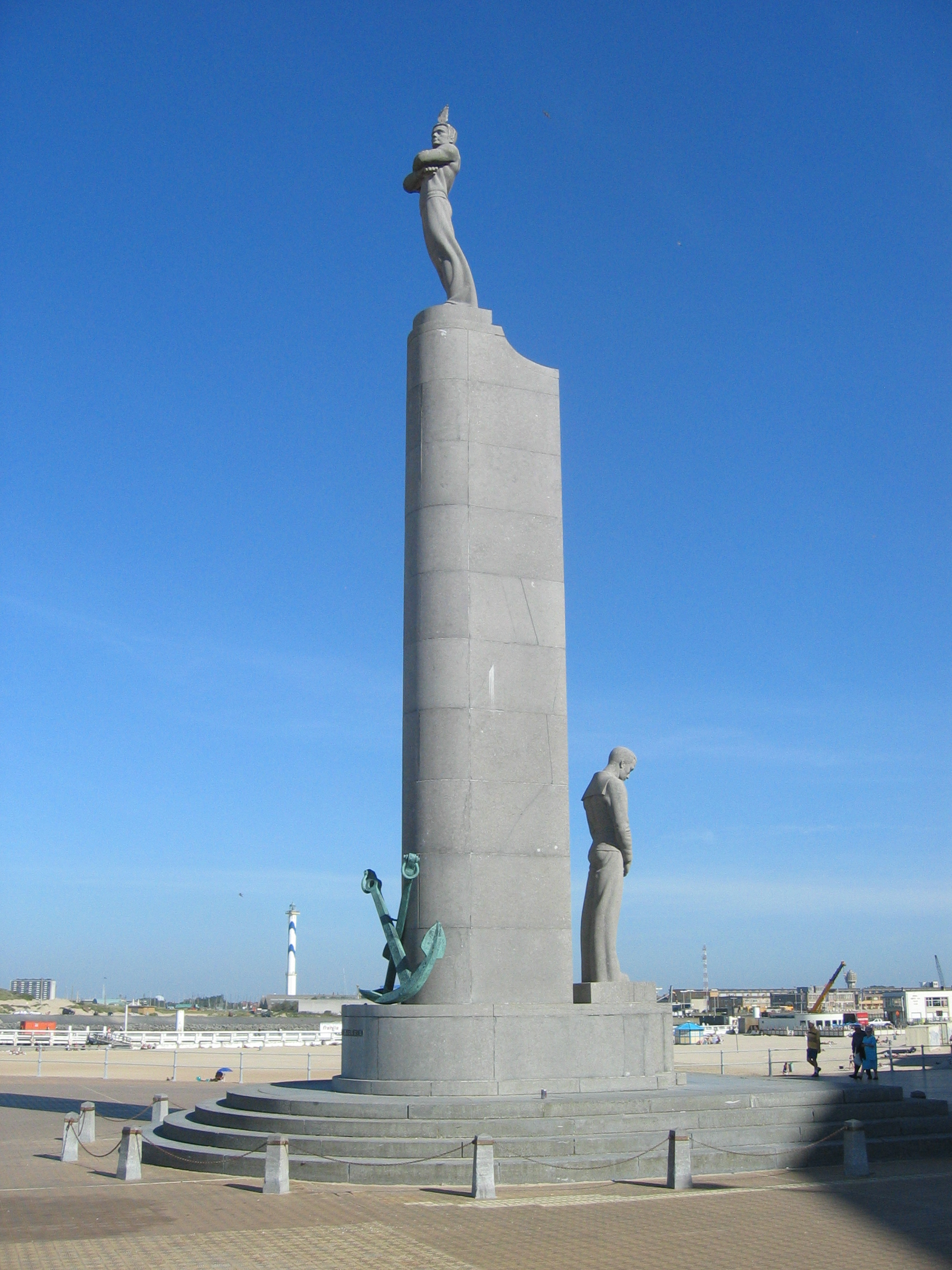
Zeeliedenmonument (1953), Oostende

- Jan Olieslagers (1953), standbeeld aan de Luchthavenlei Luchthaven Deurne in Antwerpen
- Nationaal Monument voor de Zeelieden (1953), Albert I-promenade in Oostende
- Zittende vrouw (1955), Openluchtmuseum beeldhouwkunst, Middelheim, Antwerpen. Blauwe graniet. Katalogus Middelheim 1969.
- Zeemeermin (1959), Romain De Vidtspark in Sint-Niklaas en het Leopoldpark in Oostende
- Dolfijn (1959), gevel Feest- en Kultuurpaleis in Oostende
- De treurende vrouw (1965)[4], oorlogsmonument begraafplaats Emaus in Vlaardingen
- Monument voor de Troepen der Afrikaanse Veldtochten (1970)
- Zittend naakt (1985), Grote Markt in Sint-Niklaas